# Кальмет, Альбер
Лео́н Шарль Альбе́р Кальме́т (фр. Léon Charles Albert Calmette; 12 июля 1863[…], Ницца — 29 октября 1933[…], Париж) — французский врач, бактериолог и иммунолог. Брат Гастона Кальмета (1858—1914), издателя газеты Le Figaro.
Член Парижской медицинской академии (1919), Парижской академии наук (1927), иностранный член Лондонского королевского общества (1921).

## Биография
Окончил школу морской медицины в Бресте. Совершил путешествия в Гонконг, Сен-Пьер и Микелон, Габон и Конго, где изучал малярию и пеллагру. В 1891 году основал Институт Пастера в Сайгоне, где занимался иммунологией и токсикологией, в частности, изучением ядов животного и растительного происхождения. Совместно с Камилем Гереном разработал вакцину против туберкулёза (БЦЖ), а также изобрёл сыворотку против чумы, и первый использовал антитоксин против змеиного яда.
Изображен на бельгийской почтовой марке 1953, советской марке (№ 2937) и марке Сент-Пьера и Микелона 1963 года.